# كبرتة
الكبرتة  هو تفاعل كيميائي يتضمن إضافة مجموعة SO3- الوظيفية إلى الركائز المختلفة؛ ويمكن أن يحدث هذا التفاعل على المستوى الصناعي اللاعضوي، كما يمكن أن يحدث بشكل طبيعي في الأجسام الحية.

## الكبرتة في علم الأحياء
تتم عملية الكبرتة في الأوساط الحيوية في علم الأحياء بالارتباط مع ذرة أكسجين في مجموعة هيدروكسيل في جزيء حيوي؛ بالتالي يتضمن الأمر بنهاية المطاف الحصول على مجموعة كبريتات في الجزيء.
ويحدث هذا التفاعل بواسطة الإنزيم ناقلة السلفو (Sulfotransferase)، والذي يحفز انتقال مجموعة السلفو إلى ركائز من الكحولات أو الفينولات محولة إياها إلى إسترات الكبريتات.